# Arrondissement Leuven
Arrondissement Leuven är ett arrondissement i Belgien.   Det ligger i provinsen Flamländska Brabant och regionen Flandern, i den centrala delen av landet, 25 kilometer öster om huvudstaden Bryssel. Antalet invånare är 483 469. Arean är 1 169 kvadratkilometer.
Terrängen i Arrondissement Leuven är platt.
Runt Arrondissement Leuven är det i huvudsak tätbebyggt. Runt Arrondissement Leuven är det tätbefolkat, med 266 invånare per kvadratkilometer.

## Kommuner
Följande kommuner ingår i arrondissementet;

- Aarschot
- Begijnendijk
- Bekkevoort
- Bertem
- Bierbeek
- Boortmeerbeek
- Boutersem
- Diest
- Geetbets
- Glabbeek
- Haacht
- Herent
- Hoegaarden
- Holsbeek
- Huldenberg
- Keerbergen
- Kortenaken
- Kortenberg
- Landen
- Leuven
- Linter
- Lubbeek
- Oud-Heverlee
- Rotselaar
- Scherpenheuvel-Zichem
- Tervuren
- Tielt-Winge
- Tienen
- Tremelo
- Zoutleeuw